# Clara Lago

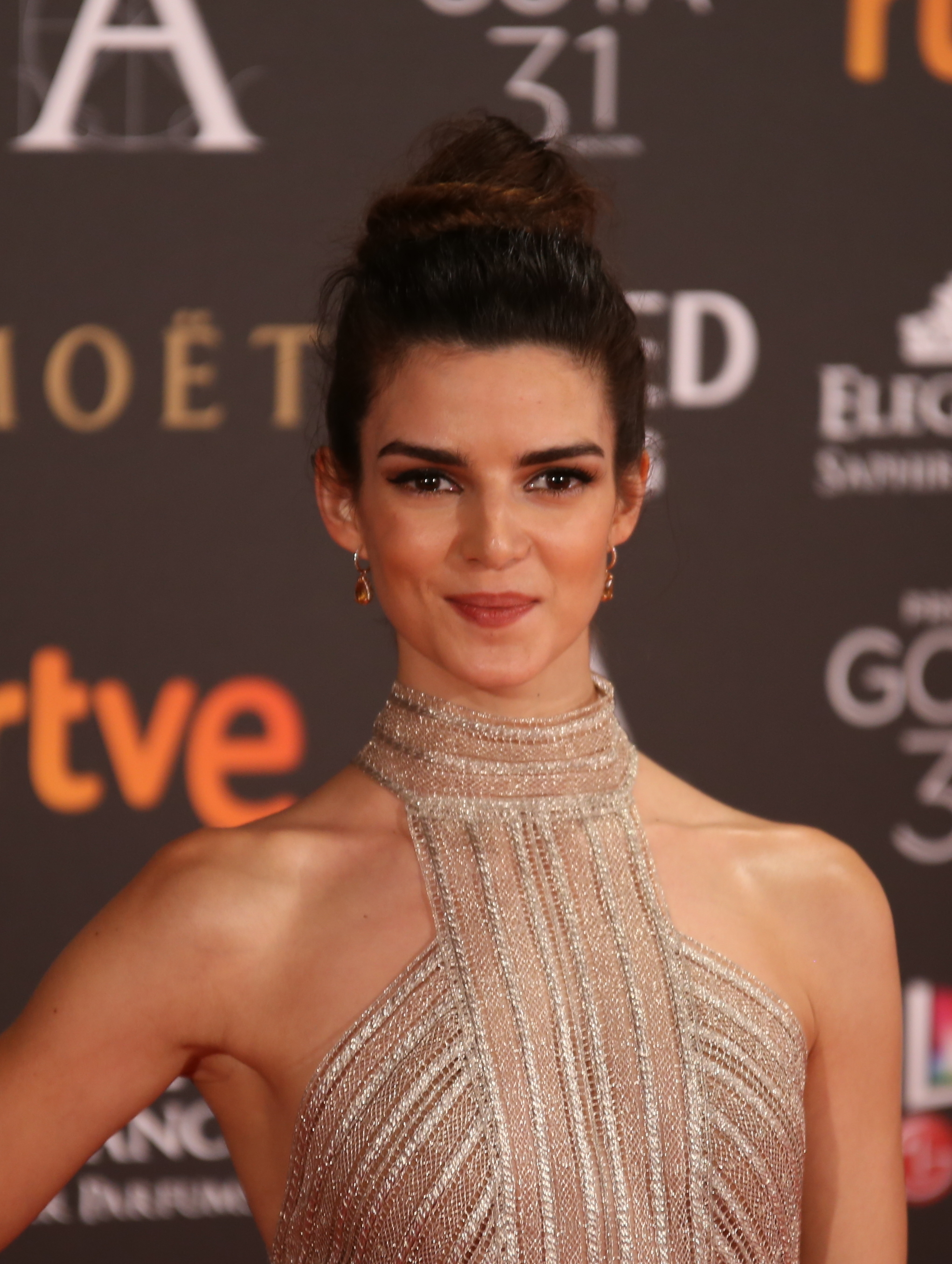
Clara Lago bei der 31. Verleihung des Goya (2017)

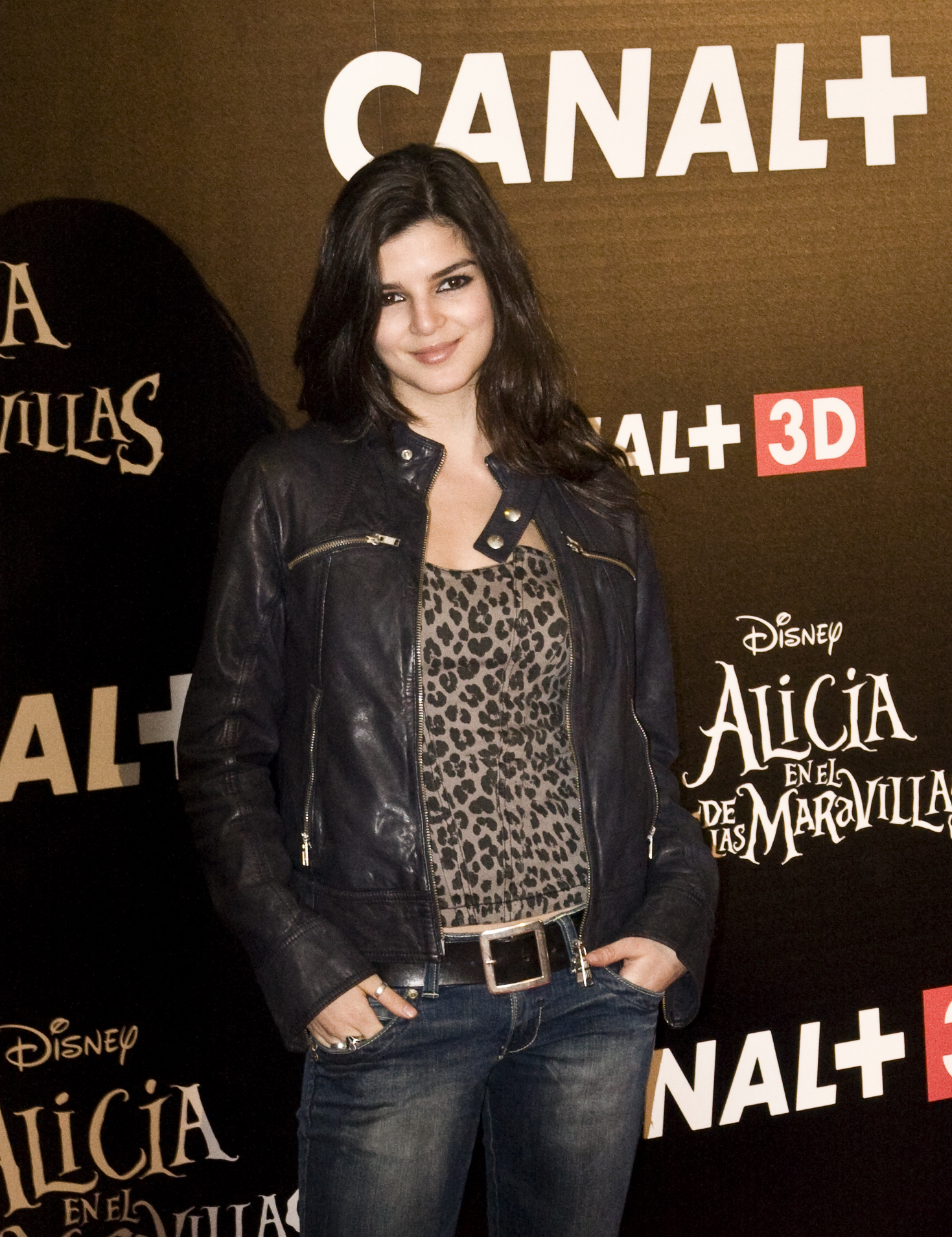
Clara Lago (2010)

Clara Lago Grau (* 6. März 1990 in Madrid) ist eine spanische Schauspielerin.

## Leben
Clara Lago ist in Torrelodones, in der Nähe von Madrid aufgewachsen und gab im Alter von 9 Jahren ihr Filmdebüt mit dem spanischen Film Terca Vida (2000). Zuvor war sie bereits in einer spanischen Fernsehserie aufgetreten und wurde noch im selben Jahr in Compañeros bei Antena 3 besetzt. Lago hatte weitere Rollen in Fernsehserien wie beispielsweise Hospital Central, Los hombres de Paco oder El corazón del océano. Für ihre Rolle als Carol in dem Drama Carols Reise (2002), einem Film von Imanol Uribe, wurde Lago für einen Goya Award als „Beste Neue Schauspielerin“ nominiert. Im Drama Arena en los bolsillos (2006) mimte sie die Rolle der Elena. In der Komödie Quién mató a Bambi (2013) verkörperte sie die Rolle der Mati.
Lago gewann den Preis für „Bestes neues Talent im spanischen Kino“, der von L’Oréal auf dem 56. San Sebastian Film Festival 2008 verliehen wurde.
Für ihre Rolle im Film Das verborgene Gesicht gewann Lago 2011 den „Shooting Stars Award“ der ICAA für die European Film Academy und die Berlinale beim International Film Festival.
Im Jahr 2014 spielte Lago in 8 Namen für die Liebe die Rolle der Amaia. Der Film brach die spanischen Kassenrekorde und wurde mit mehr als 75 Millionen US-Dollar Umsatz zum bisher erfolgreichsten spanischen Titel.

## Filmografie
- 2000–2002: Compañeros (Fernsehserie, 15 Episoden)
- 2002: Carols Reise (El viaje de Carol)
- 2004: La vida que te espera
- 2004–2007: Hospital Central (Fernsehserie, 23 Episoden)
- 2006: Arena en los bolsillos
- 2007: El club de los suicidas
- 2007–2008: Los hombres de Paco (Fernsehserie, 19 Episoden)
- 2008: Lex (Fernsehserie, 16 Episoden)
- 2010: El mal ajeno
- 2011: Primos
- 2011: Das verborgene Gesicht (La cara oculta)
- 2012: Ende (Fin)
- 2012: Ich steh auf dich (Tengo ganas de ti)
- 2013: Quién mató a Bambi
- 2013: Eltern
- 2014: 8 Namen für die Liebe (Ocho apellidos vascos)
- 2015: 8 Namen für die Liebe 2 (Ocho Apellidos Catalanes)
- 2015: Extinction
- 2017: Orbiter 9 – Das letzte Experiment (Órbita 9)
- 2017: The Quest – Die Serie (Fernsehserie, Episode 3x08)
- 2018: The Commuter
- 2019: Leute kommen und gehen (Gente que viene y bah)
- 2019: The Weasel’s Tale (El Cuento de las Comadrejas)
- 2019–2021: Mein Nachbar (El Vecino) (Fernsehserie, 18 Episoden)
- 2020: Crónica de una tormenta
- 2022: Limbo (Fernsehserie, 10 Episoden)
- 2022: Amores Permitidos
- 2023: Cites (Fernsehserie, Episode 3x01)
- 2024: Books & Drinks
- 2024: Un lío de millones
- 2024: Clanes (Fernsehserie, 7 Episoden)
- 2025: Votemos